# الغزو الفرنسي المخطط لبريطانيا (1744)
خططت فرنسا لغزو بريطانيا العظمى في عام 1744 بعد فترة وجيزة من إعلان الحرب بينهما في إطار حرب الخلافة النمساوية. جرى تحضير قوة غزو كبيرة وإرسالها إلى البحر من دونكيرك في فبراير 1744، إلا أن العواصف الشديدة تسببت بتحطمها جزئيًا وإعادتها إلى الميناء. اتخذت الحكومة الفرنسية قرارًا بعدم ملائمة الظروف للغزو، وأوقفت المحاولة ونشرت قواتها في مكان آخر.
كان فشل محاولة الغزو في عام 1744 عاملًا رئيسيًا في التخطيط للمحاولة الفرنسية التالية لغزو بريطانيا في عام 1759، والتي باءت بالفشل أيضًا.

## خلفية
كانت بريطانيا في حرب مع إسبانيا حليفة فرنسا منذ عام 1739، إلا أن فرنسا لم تدخل الحرب إلى جانب إسبانيا على الرغم من انتشار التوقعات بذلك. وصل القتال المشتت في الأمريكيتين إلى طريق مسدود. اندلعت حرب منفصلة على أراضي أوروبا القارية بشأن الخلافة النمساوية التي كانت بريطانيا وإسبانيا على طرفي نقيض بشأنها، مع بقاء فرنسا محايدة بشأنها في مستهل الأمر. اتضح للعديد من الأشخاص أن الحرب وشيكة بين الدولتين، وكان البريطانيون قلقين إزاء التحصينات الواسعة في ميناء دونكيرك الفرنسي.
خاضت القوات البريطانية والفرنسية بالفعل معارك في أوروبا كمعركة ديتنغن وكانت الدولتين في حالة حرب فعلية بحلول أواخر عام 1743. في يناير 1744، أعلن الملك الفرنسي لويس الخامس عشر الحرب على بريطانيا رسميًا. كان وزراؤه على اقتناع بأن الأمر يتطلب ضربة قوية وفورية ضد بريطانيا، وبدأوا في الدعوة إلى غزو الجزر البريطانية. كانت المعونات المالية البريطانية ضرورية للحفاظ على صمود حلفائها القاريين في النمسا وهانوفر وجمهورية هولندا. كانت فرنسا تعتقد أنها بغزو بريطانيا وإخراجها من الحرب قد تمهد الطريق إلى انتصار سهل على أعدائها في الشرق. كانت الاستعدادات للغزو جارية منذ فترة قبل إعلان الحرب، وزود وزير البحرية موريباس مفوضه الأول الموثوق والمقدر بدرجة عالية من الكفاءة جوزيف بلرين بتفاصيل للتحضير لها. بُنيت عدة بواخر ذات قواعد مسطحة لنقل الجنود وجُهّزت في الموانئ الشمالية بموجب أوامر بلرين. حظيت هذه الخطة بموافقة الملك الشديدة.

## الإجراءات التحضيرية
خطط الفرنسيون لتنصيب اليعقوبي جيمس فرانسيس إدوارد ستيوارت في لندن بصفته جيمس الثالث. الذي كان سينهي اشتراك بريطانيا في الحرب، ويحول بريطانيا لدولة عميلة تابعة لحكومة  لويس الخامس عشر. كان من المقرر إنهاء التحالف الإنجليزي النمساوي، بالإضافة إلى تحالف بريطانيا مع الهولنديين. من شأن ذلك أن يعكس سياسة بريطانيا الناجحة السابقة في تشكيل تحالفات كبرى ضد فرنسا في القارة بتوفير الدعم العسكري والمعونات المالية.
كان جيمس، الذي عاش في المنفى في قصر فرنسي بباريس، على دراية بهذه الخطط. كان الأمل معقودًا بأن يحظى الفرنسيون بمساعدة أنصار حركة اليعاقبة في البحرية والجيش البريطاني. ثبتت جدوى هذا التفاؤل في بعض الأحيان، إذ كان الضباط المنتمين لحركة اليعاقبة على قيد الحياة أو قد توفوا بالفعل. جمعت فرنسا بحلول ذلك الوقت قوة بين 6000 و 15,000 جندي في دونكيرك بقيادة المارشال ساكس. تنبأت بريطانيا بالغزو الفرنسي منذ عام 1740، عندما انتشر الهلع إزاء الغزو، ولكن البلاد كانت قلقة بشأن مفهوم الجيوش العاملة وامتلكت قوات نظامية محدودة للدفاع عن بريطانيا العظمى.
خطط الفرنسيون للنزول في مالدون في إسكس. أبحر أسطول بقيادة روك من بريست، بالتحقق من خلو القناة بين دونكيرك والساحل الإنجليزي من الأسطول البريطاني. أُرسلت رسالة إلى قوة الغزو في دونكيرك، تخبرهم بإمكانية العبور. تلقى عملاء بريطانيون في روما وباريس معلومات عن هذه التحضيرات، واتُخذت خطوات للإعداد. من بين القوات النشطة في بريطانيا والتي يبلغ عددها عشرة آلاف جندي، نُشر سبعة آلاف جندي للدفاع عن لندن وجنوب شرق إنجلترا.